# Myrtillocactus geometrizans
El garambullo (Myrtillocactus geometrizans) es una especie de planta fanerógama de la familia Cactaceae. Myrtillocactus geometrizans fue descrita por (Mart. ex Pfeiff.) Console y publicado en Bollettino delle Reale Orto Botanico di Palermo 1: 10. 1897. Myrtillocactus: nombre genérico que deriva del griego y se refiere a la forma de su fruto. Geometrizans: epíteto latino.

## Clasificación y descripción
Es una planta arbolada perenne carnosa, armada de espinas. Cactácea arborescente, erecta, hasta de 2- 7 m de altura, tiene forma de un "candelabro", muy ramificado cerca de la base de un tronco corto, los tallos miden entre 6-12 cm de diámetro, con 6 -8 costillas, verdes azuladas, con bolas de lana de color pardo-blanquecinas en las puntas.
Espinas, en la parte central ausente o solo con una, de 1 a 3 cm de largo, de color gris y de forma recta; Espinas radiales de 5-8, cortas y gruesas, grises y rojizas cuando están jóvenes. Flores, axilares, hasta 3.5 cm de ancho y 3 cm de ancho, de color verde-amarillentas a blanco-amarillentas. Frutos, de color rojo oscuro, púrpura o azulosos en la madurez, globosos, de 8-15 mm de diámetro, a veces con algunas espinas débiles. Pulpa Jugosa de color púrpura. Semilla asimétrica, ovalada de 1 .2 a 1.7 mm de largo por 1 a 1.5 mm de ancho, de color negra, de aspecto rugoso. Su sabor es similar al de una tuna.

## Distribución
Es una especie endémica de México. En la región de Zapotitlán es una planta abundante en planicies, en donde llega a formar grandes colonias. En México se distribuye en los siguientes estados: Aguascalientes, Baja California, Sonora, Durango, Guanajuato, Guerrero, Hidalgo, Jalisco, Estado de México, Michoacán, Morelos, Nuevo León, Oaxaca, Puebla, Querétaro, San Luis Potosí, Tamaulipas, Tlaxcala, Veracruz, Zacatecas. Cultivada en México y Centroamérica.

## Hábitat
Esta especie es característica del matorral xerófito y áreas de transición con selva baja caducifolia. Esta especie es característica de las zonas áridas y semiáridas del centro del país, se encuentra también en los selva seca caducifolia. Generalmente se encuentran en suelos de yeso y caliza, muchas veces con altos contenidos de sales, como lo es en el caso del valle de Tehuacán-Cuicatlán. Los sitios donde se distribuye la especie, presenta un clima seco árido, semicálido, con una marcada época de lluvias en el verano, donde la precipitación promedio anual es entre 380 y 450 mm y su promedio de temperatura a lo largo de todo el año es de 21.2 °C.

## Estado de conservación
La especie se aprovecha a partir de poblaciones silvestres y se reporta manejo in situ. En la mixteca baja se encuentra cultivada en huertos familiares y los frutos son recolectados en poblaciones intercaladas con milpa, huerto familiar y en poblaciones silvestre. Para la población local de Zapotitlán, el garambullo es una de las especies comestibles más apreciadas, del cual se obtienen beneficios económicos por la venta de sus productos. Es una planta multiusos, ya que las flores, tallos y frutos tienen uso comestible, medicinal, para la preparación de bebidas alcohólicas y como forraje. Se utiliza también como cerca viva, para leña, como fungicida y para la construcción. Actualmente se le utiliza como porta‐injerto para uso ornamental. Especie que cuenta con permiso otorgado por SEMARNAT para la obtención y autorización de colecta de semilla y esquejes para la propagación como Unidad de Manejo para la Conservación de Vida Silvestre.
En el valle de Tehuacán-Teotitlán, es una de las especies comestibles más apreciadas. Es una especie abundante, con amplia distribución, y por sus múltiples usos, suele ser protegida por los campesinos. A pesar de su uso, no se encuentra en alguna categoría de la NOM‐059‐ECOL‐2010 de la SEMARNAT.

## Galería
|                            |
| Vista general de la planta |

|         |
| Espinas |

|      |
| Flor |

|              |
| Polinización |

|                  |
| Frutos inmaduros |

|                  |
| Areola y espinas |